# Jezioro Czarne (Równina Gryficka)
Jezioro Czarne – jezioro na Równinie Gryfickiej, położone w gminie Przybiernów, w powiecie goleniowskim, w woj. zachodniopomorskim. Jezioro Czarne znajduje się w północnej części Puszczy Goleniowskiej. Według danych powierzchnia zbiornika wynosi 1,76 ha, jednak inne źródło podaje 2,6 ha.
Według typologii rybackiej jest to jezioro karasiowe. 
Jezioro Czarne znajduje się na południe od Jeziora Przybiernowskiego, a ok. 0,5 km na północny wschód leży osada Owczarnia. Zbiornik znajduje się na obszarze Nadleśnictwa Rokita. Od 30 czerwca 2008 jezioro znajduje się na terenie rezerwatu przyrody „Jezioro Czarne” (rezerwat florystyczny, o powierzchni 39,99 ha).